# Ількіно (Мелєнковський район)
Ількіно (рос. Илькино) — село у Мелєнковському районі Владимирської області Російської Федерації.
Входить до складу муніципального утворення Ількінське сільське поселення. Населення становить 1023 особи (2010).

## Історія
Село розташоване на землях фіно-угорського народу мещери.
Від 10 квітня 1929 року належить до Мелєнковського району, утвореного спочатку у складі Івановської промислової області, а відтак від 14 серпня 1944 року у складі новоутвореної Владимирської області.
Згідно із законом від 11 травня 2005 року входить до складу муніципального утворення Ількінське сільське поселення.

## Населення
| 1859 | 1897  | 1905  | 1926  | 2002  | 2010  |
| ---- | ----- | ----- | ----- | ----- | ----- |
| 728  | ↗1285 | ↗1411 | ↗1708 | ↘1026 | ↘1023 |